# Duramold

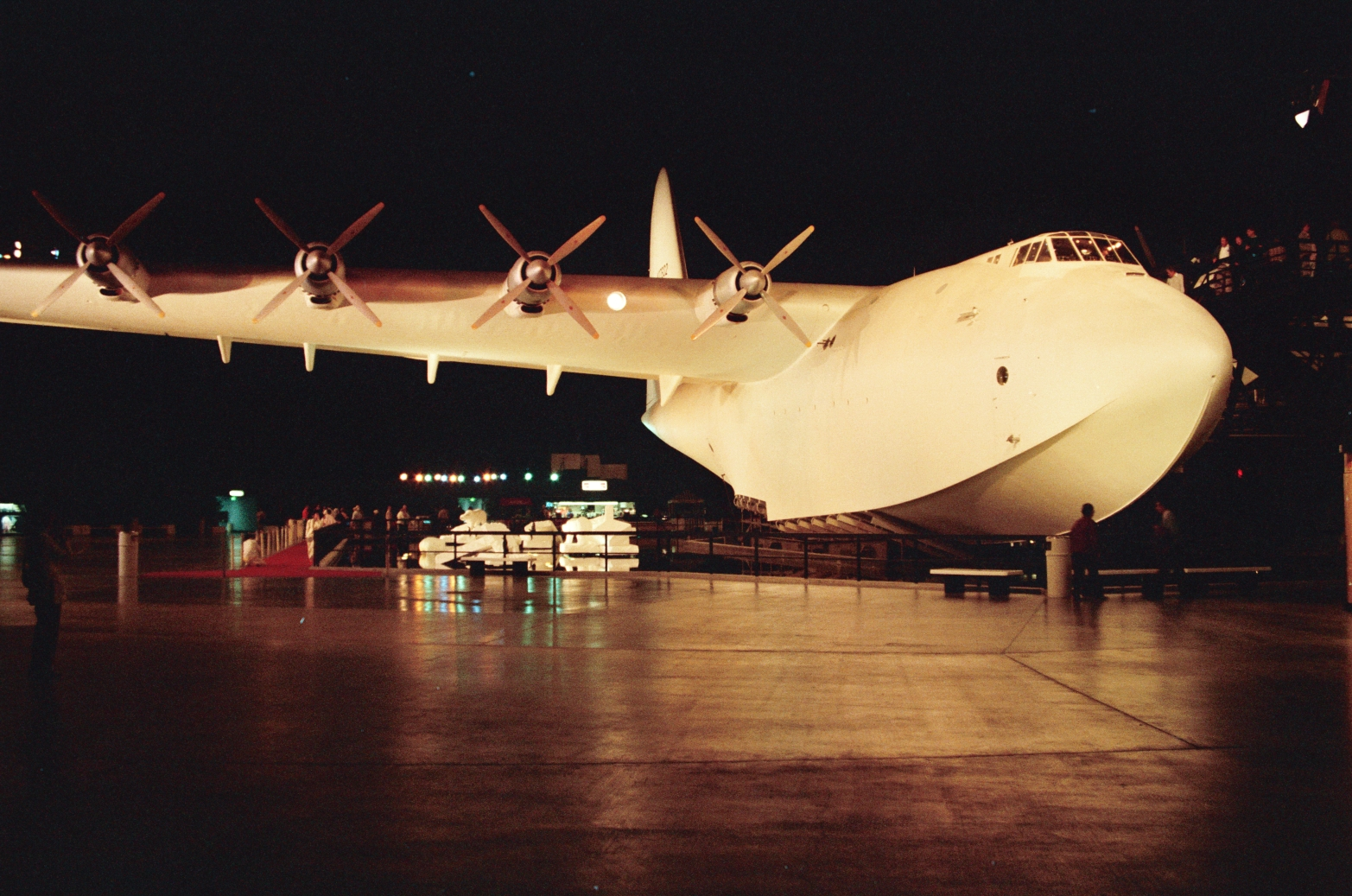
Le Hughes H-4 Hercules, en contreplaqué de bouleau Duramold

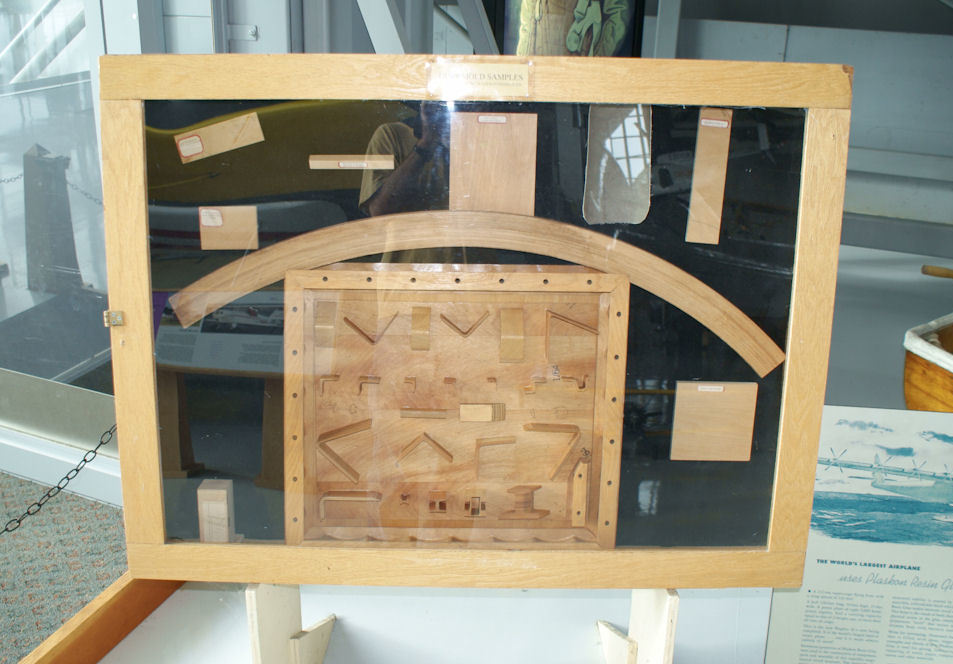
Échantillons de Duramold au Evergreen Aviation & Space Museum

Duramold est un procédé de matériau composite ou de contreplaqué moulé, développé par Virginius E. Clark (en) . Le processus est développé chez Haskelite, conjointement avec Fairchild, et il prend le nom de Plymold ou de Duramold.
Les plis de bouleau sont imprégnés de résine phénolique, comme pour l'Haskelite et laminés ensemble dans un moule à chaud (280 °F, 138 °C) et la pression, pour être utilisé comme matériau structurel léger. Semblable au contreplaqué, le Duramold et d'autres matériaux composites légers ont été considérés comme essentiel pendant les périodes de pénurie de matériaux pendant la Seconde Guerre mondiale, remplaçant des matériaux rares comme les alliages d'aluminium et l'acier,.
Le matériau présente certains avantages par rapport au métal en termes de résistance, de technique de construction et de poids. Un cylindre en duramold est 80 % plus résistant qu'un cylindre en aluminium. Il existe plus de 17 variétés de Duramold, utilisant diverses quantités de bois de bouleau ou de peuplier, avec jusqu'à sept plis. Le procédé Duramold a également été utilisé pour fabriquer des radômes pour avions ainsi que des corps de missiles.
La Fairchild Aircraft Corporation a breveté le procédé, concevant et construisant l'AT-21, (NX/NC19131), le premier avion fabriqué à l'aide du procédé Duramold. Plusieurs avions ont utilisé du Duramold dans certaines parties de leur structure, mais le plus gros avion fabriqué avec le procédé est le Hughes H-4 Hercules conçu par Howard Hughes et Glenn Odekirk, qui a été presque entièrement construit avec du Duramold dans de très grandes sections. Hughes Aircraft avait acheté les droits du procédé pour cette utilisation.
Le procédé Duramold et Haskelite a été développé pour la première fois en 1937, suivi du procédé Weldwood de Eugene Luther Vidal et plus tard du procédé Aeromold produit par la Timm Aircraft (en) Company . Au Royaume-Uni, la De Havilland Aircraft Company (fondée par Geoffrey de Havilland, un cousin d'Olivia de Havilland, l'actrice qui est sortie avec Howard Hughes en 1938) a utilisé une construction composite similaire pour les avions, notamment les Comet, Albatross, Mosquito et le Vampire. Le procédé Aeromold diffère en ce qu'il est cuit à une faible température de 100 °F (38°C) lors de la coupe et du formage, et 180 °F (82°C) pour fusionner les sections après l'ajout des résines.
Fairchild Airplane Investment Corp et Clark ont créé une filiale appelée Duramold Aircraft Corp. En 1938, Duramold a été renommé Molded Aircraft Corp. En 1939, Fairchild Engine and Airplane Corp a racheté une participation majoritaire dans Clark et a renommé Molded Aircraft, Duramold Aircraft Manufacturing Corp. Les sociétés Duramold et Clark ont disparu lors de l'une des réorganisations de Fairchild pendant la Seconde Guerre mondiale.